# Communauté de communes Alsace Rhin Brisach
Die Communauté de communes Alsace Rhin Brisach ist ein französischer Gemeindeverband mit der Rechtsform einer Communauté de communes im Département Haut-Rhin in der Region Grand Est. Sie wurde am 9. Juni 2016 gegründet und umfasst 29 Gemeinden. Der Verwaltungssitz befindet sich im Ort Volgelsheim.

## Historische Entwicklung
Der Gemeindeverband entstand mit Wirkung vom 1. Januar 2017 durch die Fusion der Vorgängerorganisationen
- Communauté de communes Essor du Rhin und
- Communauté de communes du Pays de Brisach.[3]

Zum 1. Januar 2023 wurde der bisherige Namen des Gemeindeverbands Communauté de communes Pays Rhin-Brisach auf den aktuellen Namen geändert.

## Mitgliedsgemeinden

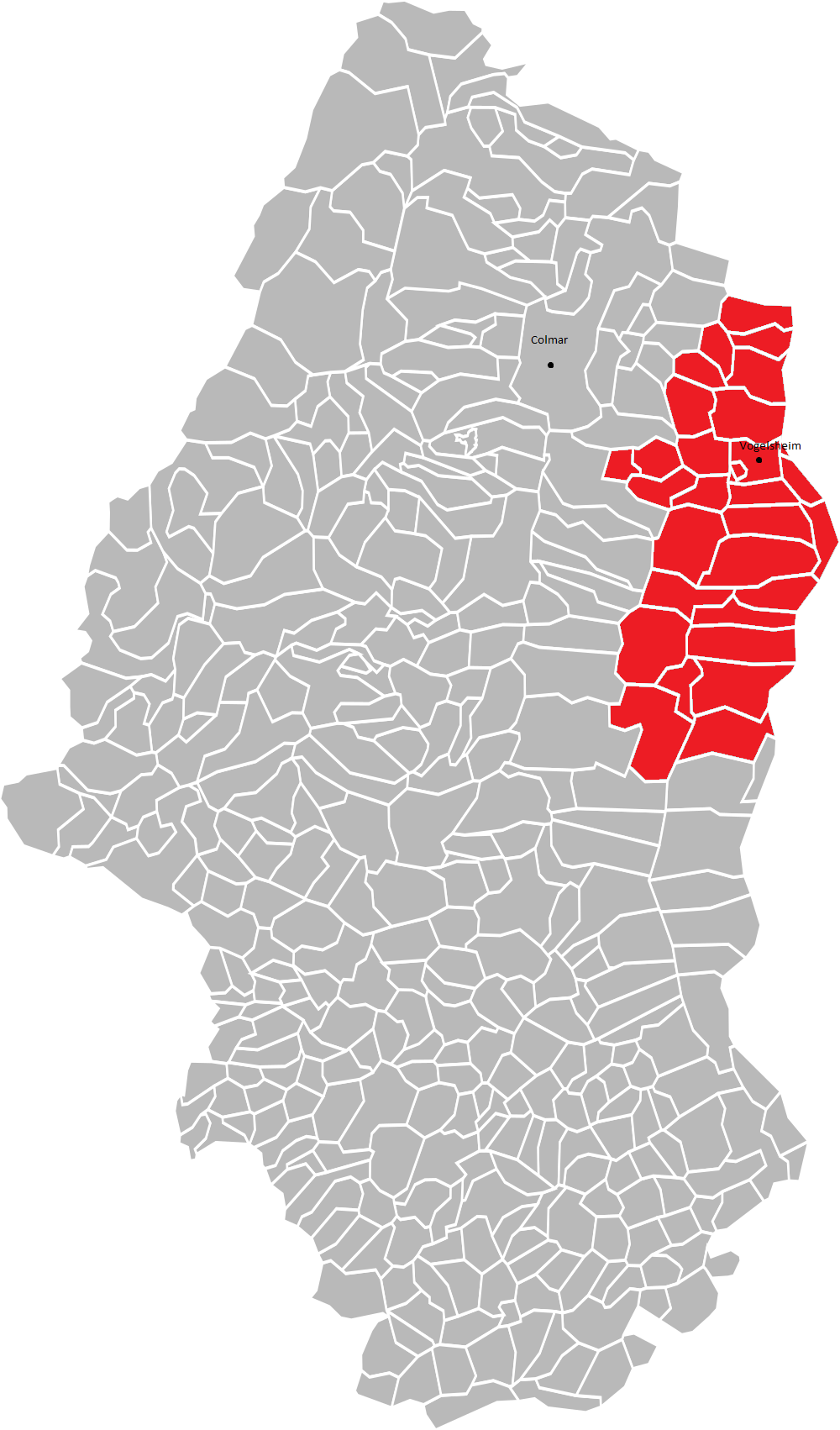
Hervorhebung des Gebiets innerhalb des Départements

| Gemeinde                                   | Einwohner 1. Januar 2022 | Fläche km² | Dichte Einw./km² | Code INSEE | Postleitzahl |
| ------------------------------------------ | ------------------------ | ---------- | ---------------- | ---------- | ------------ |
| Algolsheim                                 | 1.132                    | 7,22       | 157              | 68001      | 68600        |
| Appenwihr                                  | 585                      | 7,72       | 76               | 68008      | 68280        |
| Artzenheim                                 | 859                      | 9,69       | 89               | 68009      | 68320        |
| Balgau                                     | 940                      | 9,49       | 99               | 68016      | 68740        |
| Baltzenheim                                | 563                      | 6,52       | 86               | 68019      | 68320        |
| Biesheim                                   | 2.519                    | 16,55      | 152              | 68036      | 68600        |
| Blodelsheim                                | 1.959                    | 20,69      | 95               | 68041      | 68740        |
| Dessenheim                                 | 1.441                    | 19,16      | 75               | 68069      | 68600        |
| Durrenentzen                               | 1.059                    | 6,22       | 170              | 68076      | 68320        |
| Fessenheim                                 | 2.335                    | 18,40      | 127              | 68091      | 68740        |
| Geiswasser                                 | 329                      | 8,24       | 40               | 68104      | 68600        |
| Heiteren                                   | 1.068                    | 22,40      | 48               | 68130      | 68600        |
| Hettenschlag                               | 346                      | 7,71       | 45               | 68136      | 68600        |
| Hirtzfelden                                | 1.288                    | 22,10      | 58               | 68140      | 68740        |
| Kunheim                                    | 1.857                    | 11,75      | 158              | 68172      | 68320        |
| Logelheim                                  | 950                      | 4,33       | 219              | 68189      | 68280        |
| Munchhouse                                 | 1.538                    | 24,05      | 64               | 68225      | 68740        |
| Nambsheim                                  | 578                      | 10,03      | 58               | 68230      | 68740        |
| Neuf-Brisach                               | 1.944                    | 1,33       | 1.462            | 68231      | 68600        |
| Obersaasheim                               | 1.039                    | 12,88      | 81               | 68246      | 68600        |
| Roggenhouse                                | 463                      | 6,45       | 72               | 68281      | 68740        |
| Rumersheim-le-Haut                         | 1.052                    | 16,67      | 63               | 68291      | 68740        |
| Rustenhart                                 | 964                      | 12,22      | 79               | 68290      | 68740        |
| Urschenheim                                | 796                      | 6,42       | 124              | 68345      | 68320        |
| Vogelgrun                                  | 630                      | 5,03       | 125              | 68351      | 68600        |
| Volgelsheim                                | 2.714                    | 8,64       | 314              | 68352      | 68600        |
| Weckolsheim                                | 719                      | 6,93       | 104              | 68360      | 68600        |
| Widensolen                                 | 1.208                    | 10,67      | 113              | 68367      | 68320        |
| Wolfgantzen                                | 1.156                    | 9,38       | 123              | 68379      | 68600        |
| Communauté de communes Alsace Rhin Brisach | 34.031                   | 328,89     | 103              | –          | –            |